# Yumi Adachi (nuotatrice artistica)
Yumi Adachi (足立夢実?, Adachi Yumi; Saitama, 7 febbraio 1989) è una nuotatrice artistica giapponese.

## Palmarès
- Mondiali

Gwangju 2019: bronzo nel duo misto (programma tecnico e libero).